# Cospirazione di Cinq-Mars

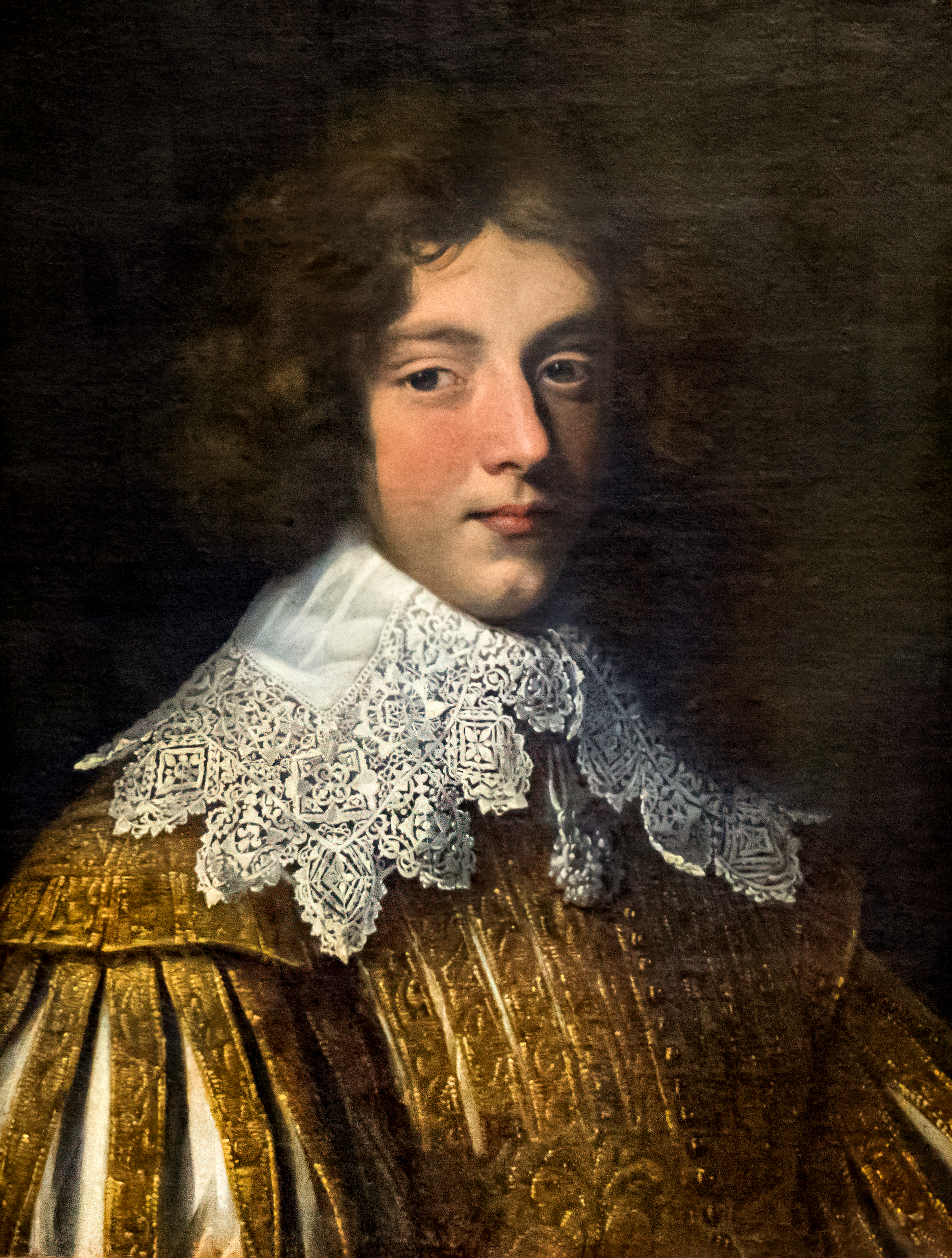
Enrico, marchese di Cinq-Mars.

La cospirazione di Cinq-Mars, dal nome del suo promotore, fu una cospirazione che ebbe luogo nel 1642 in Francia, contro il cardinale di Richelieu, primo ministro di Luigi XIII, e indirettamente contro il re che sosteneva il suo ministro.
Diretta da Enrico di Cinq-Mars, venne smascherata e i cospiratori inviati all'esilio. Fu l'ultima cospirazione contro Richelieu, che morì alla fine dell'anno.

## Storia della cospirazione

### Origini

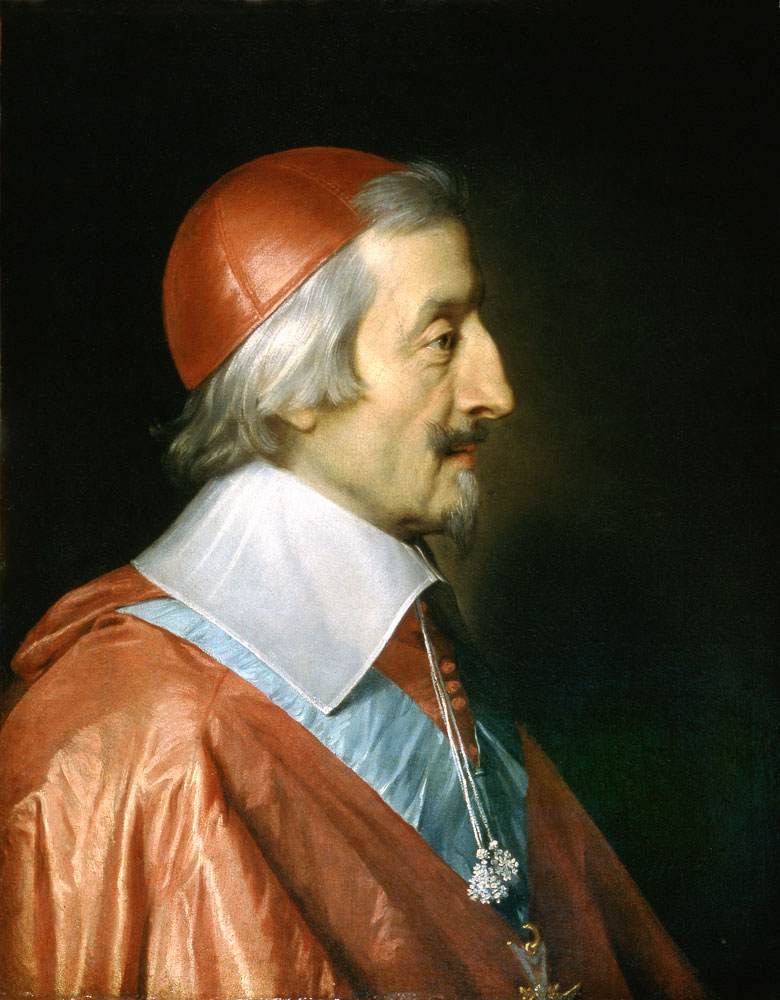
Il cardinale di Richelieu (Philippe de Champaigne, 1642).

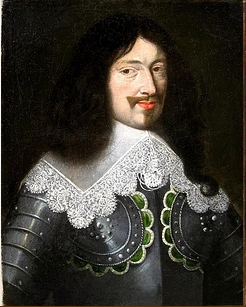
Luigi XIII (ritratto attribuito a Giusto Sustermans, (XVII secolo).

Il ministero del cardinale Richelieu diede luogo a una lotta tra i signori feudali, favorevoli ad un governo centrale debole e la politica del cardinale diretta alla creazione finale di una monarchia forte. Molte cospirazioni, guidate dalla nobiltà, vennero ordite contro il ministro, come gli inizi della giornata degl'ingannati o la cospirazione di Chalais. Il fatto che il cardinale fosse a capo di una guerra contro la Spagna assicurò anche l'ostilità della regina Anna d'Austria d'origine spagnola.
Per garantirsi il mantenimento dei favori del re, Richelieu cercò di indebolire l'influenza di Marie de Hautefort, amica della regina, su Luigi XIII. Favorì pertanto l'introduzione presso il re di Enrico di Cinq-Mars, figlio di un intimo amico del cardinale, nel 1639. Il giovane divenne rapidamente il preferito del re e nominato gran maestro del guardaroba, primo scudiero e  gran scudiero di Francia. Ma questa ricchezza improvvisa aumentò la sua arroganza e le sue funzioni al servizio del re cominciarono a pesargli rapidamente.
Quando cercò di ottenere un ducato, al fine di garantire l'alleanza con Maria Luisa di Gonzaga-Nevers, principessa di Mantova, ben al di sopra del suo rango, Richelieu e il re si opposero al suo desiderio. A seguito di tale rifiuto, Cinq-Mars sviluppò un forte rancore contro il cardinale.
La cospirazione si sviluppò in piena guerra dei trent'anni, guerra in cui le alleanze francesi erano favorevoli alla Svezia e ai principi tedeschi.

### Svolgimento
Cinq-Mars si accordò con François Auguste de Thou, consigliere al Parlamento e amico del Marchese, entrambi nemici del cardinale, dopo aver mantenuto una corrispondenza con la duchessa Marie de Rohan-Montbazon. Si unirono anche il marchese Fontrailles e soprattutto Gastone d'Orléans, fratello del re presente in tutte le cospirazioni contro Richelieu. Anche la regina Anna d'Austria e la duchessa di Chevreuse furono probabilmente coinvolte oltre al principe di Sedan, che aveva partecipato, l'anno precedente, alla battaglia della Marfée.
Il marchese prese dei contatti con la Spagna, allo scopo di ottenere una forza armata per supportare la cospirazione. Un trattato firmato con Filippo IV di Spagna, in guerra contro la Francia dal 1635, prevedeva la restituzione al suo paese di tutte le piazzeforti conquistate, in cambio della somma di 400 000 scudi. Inoltre Gastone s'impegnava a firmare una pace con la Spagna promettendo di abbandonare l'alleanza con la Svezia e i principi tedeschi. Gli spagnoli approntarono un'armata di 12 000 fanti e 5 000 cavalieri, nella regione di Sedan, per intervenire a fianco dei congiurati. Il principe di Sedan avrebbe dovuto facilitare l'ingresso in Francia di questo esercito. Fontrailles firmò il trattato per conto di Gastone e Gaspar de Guzmán per la Spagna.
Il 17 febbraio 1642, mentre la Corte sostava a Lione i cospiratori decisero di arrestare Richelieu, come ultima risorsa per ucciderlo. Ma egli apparve prima di Cinq-Mars con il suo capitano delle guardie; il Marchese intimidito abbandonò i cospiratori.
Una corrispondenza segreta del marchese, comprendente una copia del trattato con la Spagna, venne intercettata dalla polizia di Richelieu; egli si arrese ad Arles l'11 giugno. La cospirazione fallì mentre de Thou e Cinq-Mars vennero arrestati a Narbonne il 13 giugno.

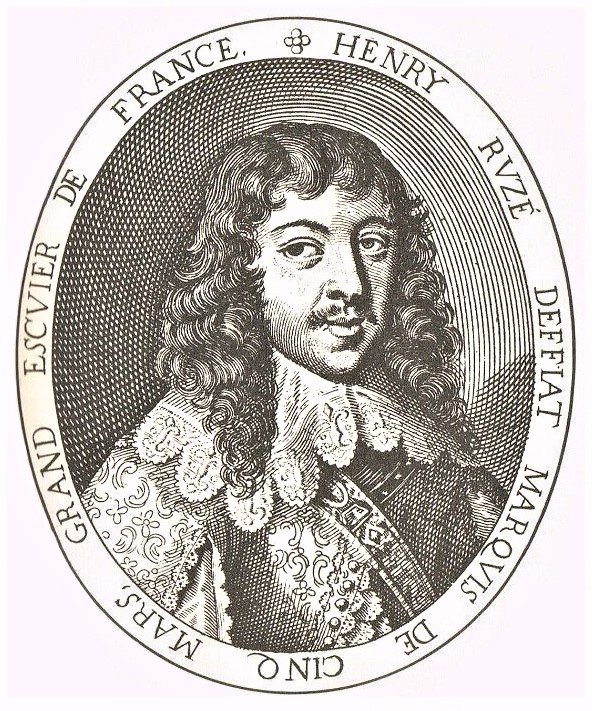
Il marchese di Cinq-Mars
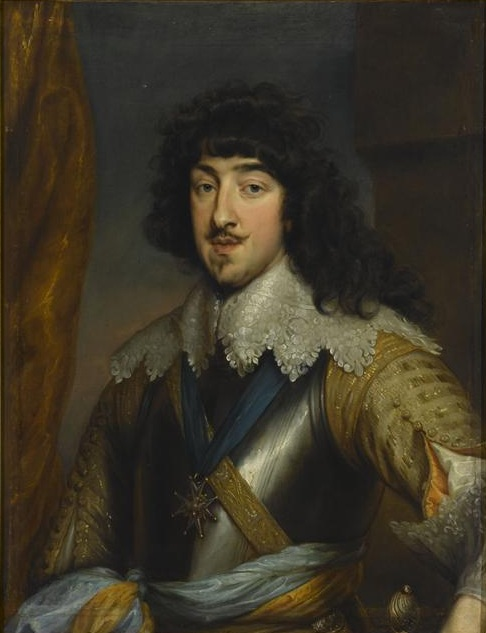
Gastone d'Orléans
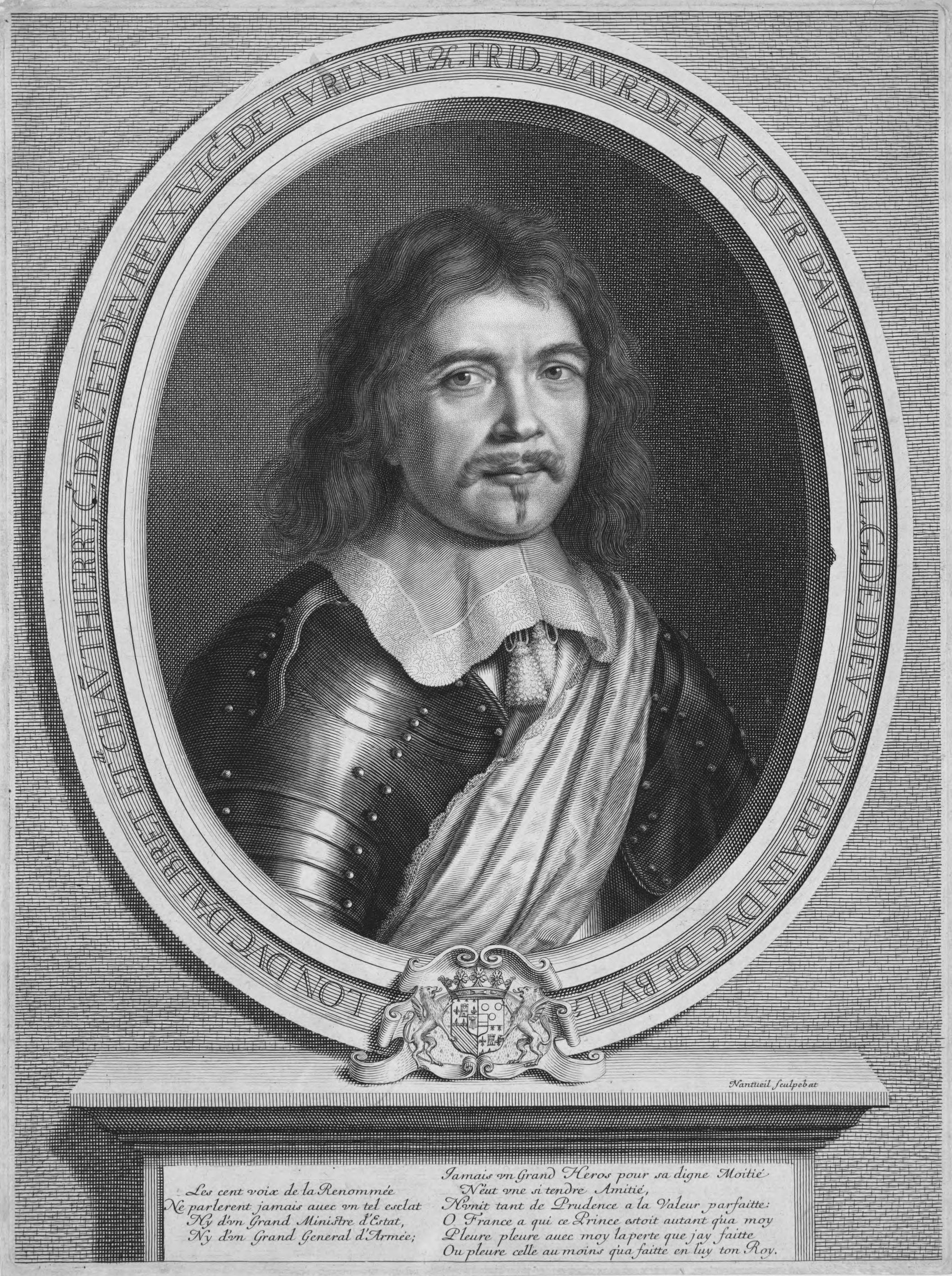
Il principe di Sedan
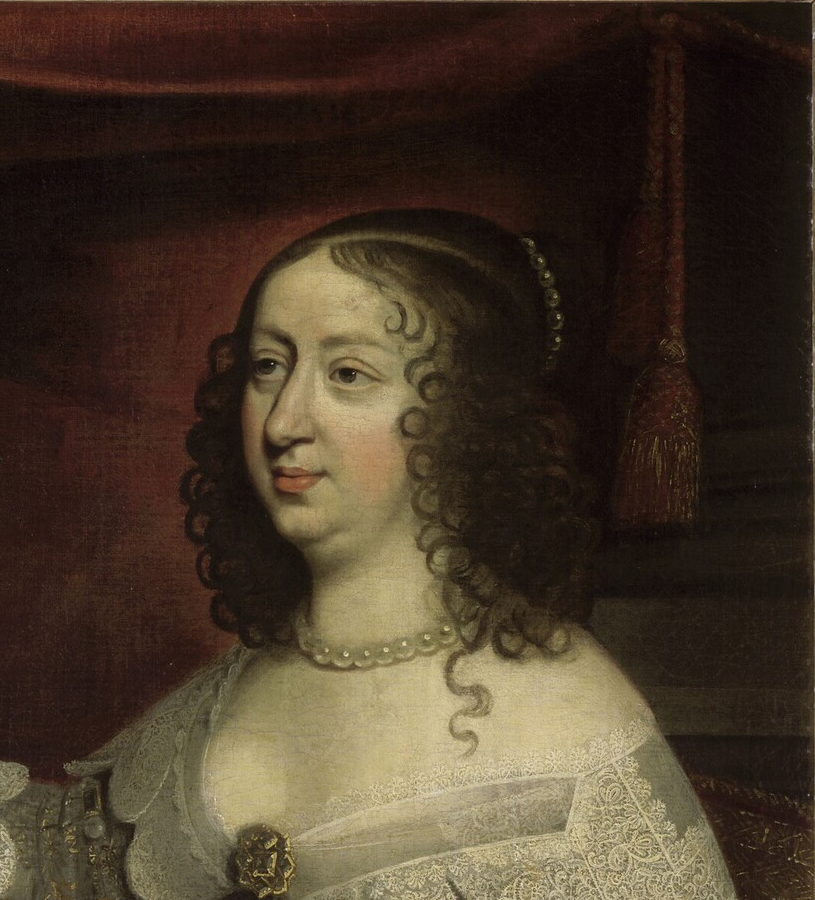
La regina Anna d'Austria
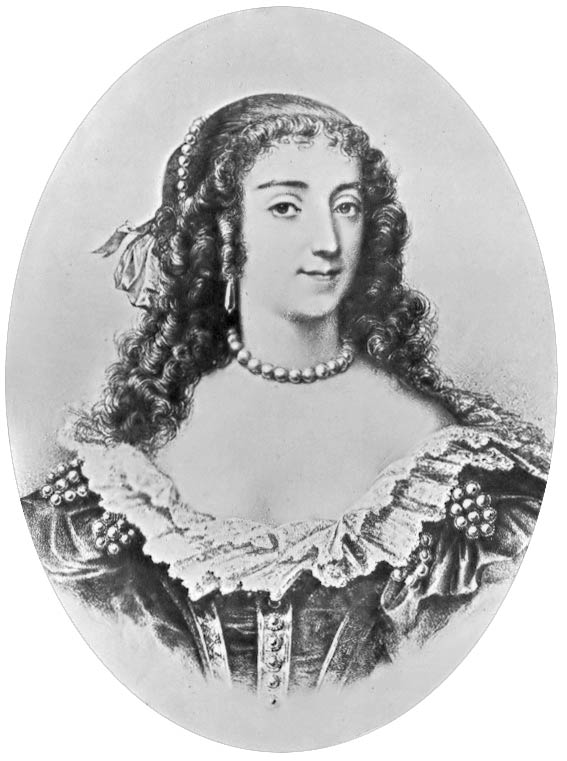
La duchessa di Chevreuse

### Sorte dei congiurati

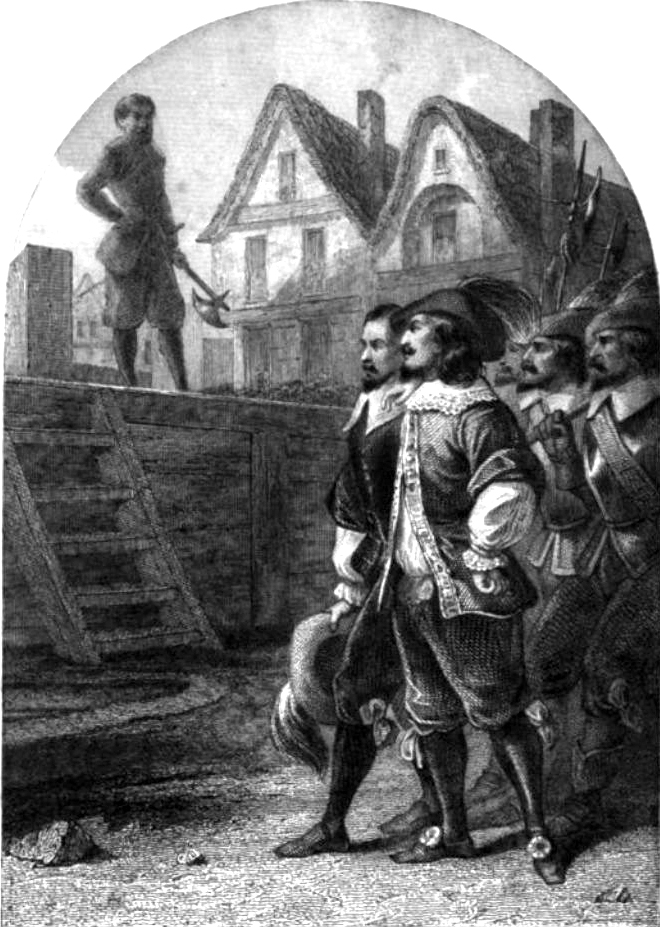
Cinq-Mars e De Thou, ai piedi del patibolo (XIX secolo).

Traditi nella loro fiducia, Luigi XIII e Richelieu fecero giustiziare Cinq-Mars e De Thou a Lione che vennero condannati a morte per il reato di lesa maestà e decapitati il 12 settembre 1642 sulla piazza dei Terreaux. La madre di Enrico di Cinq-Mars, la marescialla Effiat, venne esiliata in Touraine, suo fratello privato delle rendite di abate e il castello di famiglia raso al suolo "per somma infamia".
Gastone d'Orléans rimase fuori causa, ma il Parlamento di Parigi lo privò dei suoi diritti di reggenza.
Il principe di Sedan, arrestato mentre era al comando dell'armata in Italia, era prossimo ad essere anch'egli decapitato anche tenuto conto della recidività dopo la battaglia della Marfée, ma l'intervento di sua moglie, Éléonore de Bergh, indusse il re a temporeggiare: il principe dovette cedere, con il trattato del 15 septembre 1642, il principato di Sedan e Raucourt.
Il 4 dicembre 1642 morì Richelieu ma Luigi XIII continuò a seguire la politica del Cardinale nominando al suo posto il cardinale Mazzarino, uno dei protetti del precedente ministro.